# Celeborn (elf)
In de boeken van J.R.R. Tolkien is Celeborn (spreek uit: Keleborn) een Elf. Hij is de echtgenoot van Galadriel, en regeerde in de tweede helft van de Tweede Era Lothlórien. Hij was lang, even lang als Galadriel, die twee ranga (1,93 m) hoog was, en had zilvergrijs haar. Hij was de vader van Celebrían en Amroth, alhoewel dat laatste omstreden is. Zijn naam betekent (lange) zilveren boom in het Sindarijns.

## Biografie

### Eerste Era
Celeborn is een schimmig personage in de Eerste Era. Hij komt niet voor in de gepubliceerde Silmarillion. Omdat Celeborn een belangrijke Elf is, en getrouwd met een nog belangrijkere Elf, besloot Tolkien een goede afstamming te creëren.
Volgens het oudste verhaal was Celeborn de zoon van Galadhon, en de kleinzoon van Elmo. Deze schimmige figuur schijnt de tweede broer van Elwë (Thingol) en Olwë te zijn. De broer van Galadhon was Galathil, die de vader was van Dior, en de grootvader van Elwing. Celeborn leefde tijdens de Eerste Era in Doriath, en het was daar dat hij Galadriel ontmoette, die daar bij Melian was komen wonen.
In een later verhaal, geschreven aan het eind van Tolkiens leven is Celeborns afstamming veranderd. Hij is de kleinzoon van Olwë, en nu een Telerijnse prins uit Alqualondë, onder de Telerijnse versie van zijn naam Teleporno. Samen met zijn verloofde Galadriel zeilt hij weg van Aman naar Midden-aarde. Omdat dit omstreeks de opstand van Fëanor gebeurde, vallen zij beiden onder de Ban van de Noldor. Omdat zij beiden kleinkinderen van Olwë zijn worden ze toegelaten in Doriath en wonen ze daar gedurende de Eerste Era.

### Tweede Era
Na de Oorlog van Gramschap keerden Galadriel en Celeborn niet terug naar Aman, maar trokken over de Ered Lindon naar Eriador. Zij gingen wonen bij Nenuial, waar zij als Heer en Vrouwe van alle Eldar in Eriador werden beschouwd. Omstreeks 700 Tweede Era gingen ze zuidelijker, waar ze Eregion stichtten. Na het smeden van de Ringen van Macht kwam Celebrimbor in opstand tegen Galadriel en Celeborn. Galadriel vertrok door Moria naar Lórinand, maar Celeborn wilde de woonplaats van de Dwergen niet binnengaan en bleef in Eregion.
Na de Eerste Witte Raad vestigde Celeborn zich in het pas gestichte Imladris. Daar ontmoette hij Galadriel weer. Later, of misschien wel in de Derde Era vertrok Celeborn met Galadriel en Celebrían om bij Belfalas te gaan wonen.
In de Tweede Era werden de zoon en dochter van Celeborn en Galadriel geboren, Amroth en Celebrían. Over Celebrían hebben we zekerheid, over Amroth zijn er echter tegenstrijdige verhalen. Volgens een ander verhaal was hij namelijk de zoon van Amdír.

### Derde Era
In het begin van de Derde Era maakten Galadriel en Celeborn verscheidene reizen, en bezochten ook Lórinand, dat nu Lothlórien werd genoemd, waar hun zoon Amroth koning was. Hun precieze verhaal is onduidelijk, totdat zij in 1981 terugkeerden naar Lothlórien, nadat Amroth verdronken was in de Baai van Belfalas. Celeborn en Galadriel werden toen Heer en Vrouwe van het woud.
In de Oorlog om de Ring werd Lórien drie keer aangevallen vanuit Dol Guldur, maar na de val van Barad-Dûr leidde Celeborn zijn leger de Anduin over, en vernietigde Dol Guldur. Op 6 april 3019 ontmoette Celeborn Thranduil, en ze hernoemden het Demsterwold Eryn Lasgalen, en Celeborn nam het zuidelijke deel van het bos tot zijn rijk en noemde het Oost-Lórien.

### Vierde Era
Na het vertrek van Galadriel uit Midden-aarde bleef Celeborn nog enige tijd in Lórien, maar nog voor het jaar 120 verliet hij Lórien en ging wonen met de zonen van Elrond in Imladris.

## Witte Bomen
Celeborn is ook de naam van de Witte Boom van Tol Eressëa. Van hem stamt de Nimloth, de Witte Boom van Númenor, af, waarvan de Witte Boom van Gondor afstamt.
In Númenors nadagen wilde Sauron dat de Koning de Boom om liet hakken, omdat hij een geschenk was geweest van de Eldar. Voordat dit echter kon gebeuren stal Isildur een vrucht van de Boom die hij later in zijn huis in Minas Ithil plantte.